# 국제 인도 영화 아카데미상
국제 인도 영화 아카데미상(힌디어: अंतर्राष्ट्रीय भारतीय फ़िल्म अकादमी पुरस्कार, 영어: International Indian Film Academy Awards)은 국제 인도 영화 아카데미에서 볼리우드 영화 산업의 탁월한 업적에 수여하는 상이다. IIFA상이라고도 불린다. 2000년에 설립되었으며, 시상식은 매년 전세계 각지에서 개최된다.

## 같이 보기
- 인도 영화